# العلاقات الباربادوسية الباكستانية
العلاقات الباربادوسية الباكستانية هي العلاقات الثنائية التي تجمع بين باربادوس وباكستان.

## مقارنة بين البلدين
هذه مقارنة عامة ومرجعية للدولتين:
| وجه المقارنة                                              | باربادوس       | باكستان                     |
| --------------------------------------------------------- | -------------- | --------------------------- |
| المساحة (كم2)                                             | 439            | 881.91 ألف                  |
| عدد السكان (نسمة)                                         | 285.72 ألف     | 197.02 مليون                |
| الكثافة السكانية (ن./كم²)                                 | 65.08 ألف      | 223.4                       |
| العاصمة                                                   | بريدج تاون     | إسلام آباد                  |
| اللغة الرسمية                                             | لغة إنجليزية   | لغة إنجليزية، اللغة الأردية |
| العملة                                                    | دولار بربادوسي | روبية باكستانية             |
| الناتج المحلي الإجمالي (بليون دولار)                      | 4.80 مليار     | 304.95 مليار                |
| الناتج المحلي الإجمالي (تعادل القوة الشرائية) بليون دولار | 4.66 مليار     | 946.67 مليار                |
| الناتج المحلي الإجمالي الاسمي للفرد دولار أمريكي          | 15.43 ألف      | 1.43 ألف                    |
| الناتج المحلي الإجمالي للفرد دولار أمريكي                 | 16.06 ألف      | 4.81 ألف                    |
| مؤشر التنمية البشرية                                      | 0.795          | 0.538                       |
| رمز المكالمات الدولي                                      | +1246          | +92                         |
| رمز الإنترنت                                              | .bb            | .pk                         |
| المنطقة الزمنية                                           | 00             | ت ع م+05:00                 |

## منظمات دولية مشتركة
يشترك البلدان في عضوية مجموعة من المنظمات الدولية، منها:
| علم المنظمة | اسم المنظمة                               | تاريخ انضمام باربادوس | تاريخ انضمام باكستان |
| ----------- | ----------------------------------------- | --------------------- | -------------------- |
|             | يونسكو                                    | 24 أكتوبر 1968        | 14 سبتمبر 1949       |
|             | وكالة ضمان الاستثمار متعدد الأطراف        | 12 أبريل 1988         | 12 أبريل 1988        |
|             | الأمم المتحدة                             | 9 ديسمبر 1966         | 30 سبتمبر 1947       |
|             | دول الكومنولث                             | ?                     | ?                    |
|             | الاتحاد البريدي العالمي                   | ?                     | ?                    |
|             | البنك الدولي للإنشاء والتعمير             | 12 سبتمبر 1974        | 11 يوليو 1950        |
|             | الاتحاد الدولي للاتصالات                  | 16 أغسطس 1967         | 26 أغسطس 1947        |
|             | منظمة حظر الأسلحة الكيميائية              | ?                     | ?                    |
|             | مؤسسة التمويل الدولية                     | 25 يونيو 1980         | 20 يوليو 1956        |
|             | المركز الدولي لتسوية المنازعات الاستشارية | 1 ديسمبر 1983         | 15 أكتوبر 1966       |
|             | منظمة التجارة العالمية                    | ?                     | ?                    |
|             | منظمة الشرطة الجنائية الدولية             | ?                     | ?                    |

## وصلات خارجية
- موقع وزارة الخارجية الباربادوسية
- موقع وزارة الخارجية الباكستانية